# Wohn- und Wirtschaftsgebäude Geestensether Straße 18
Das Wohn- und Wirtschaftsgebäude Geestensether Straße 18 im niedersächsischen Schiffdorf, Ortsteil Sellstedt, im Landkreis Cuxhaven stammt vom Anfang des 20. Jahrhunderts.
Aktuell (2024) wird es als Wohnhaus und gewerblich genutzt.
Das Gebäude steht unter Denkmalschutz (siehe auch Liste der Baudenkmale in Schiffdorf).

## Beschreibung
Das eingeschossige traufständige verklinkerte Gebäude in der Form eines Vierständer-Hallenhauses mit Satteldach und der Grooten Door mit Korbbogen sowie mit einem markanten, teils geschossteilenden Gesimsband mit farblicher Gestaltung, einer seitlichen erhaltenen Eingangstür mit Segmentbogen und symmetrisch geordneten rundbogigen Fenstern im Wirtschaftsgiebel, wurde um 1910 gebaut. Ein Stallanbau steht südlich.
Das Landesdenkmalamt befand u. a.: „ − regionstypisches Gebäude in Form eines Vierständer-Hallenhauses – .“